# 王黎夫
王黎夫（1911年11月—2014年1月31日），原名王文华，河南新乡人，中华人民共和国政治人物。
早年毕业于北平弘达学院、北平中国大学，毕业后曾任河南新乡豫北日报社编辑，第一战区政治部代理科长。后作为中共地下党，进入中华民国国防部联合勤务总司令部经理署储备司代理司长等职。第二次国共内战期间，利用赴徐蚌前线视察的机会，汇总徐州剿总的粮草、被服存储和补给情况，了解并推算出其中的军力状况，及时将情报交给中共党组织。
中华人民共和国成立后，担任华东军政委员会、华东行政委员会办公厅副主任、主任。1955年，调至全国人大常委会办公厅副主任。1958年，调任浙江省人民委员会办公厅主任。1966年7月，任浙江省革命委员会外事办公室主任。2014年1月在杭州去世